# Mass Effect: Retribution
Mass Effect: Retribution è un romanzo di fantascienza del 2010 dell'autore canadese Drew Karpyshyn, ispirato alla serie di videogiochi Mass Effect; narra i fatti successivi a quelli rappresentati in Mass Effect 2.

## Trama
Gli uomini hanno raggiunto le stelle e si sono uniti a un'ampia comunità di specie aliene. Ma oltre i confini dello spazio esplorato li attendono i Razziatori, macchine senzienti intenzionate a "mietere" le specie organiche della galassia per i loro oscuri scopi. L'Uomo Misterioso, leader dell'organizzazione Cerberus, è tra i pochi a conoscere la verità sui Razziatori. Per garantire la sopravvivenza all'umanità è pronto a dare il via a un piano disperato, finalizzato a scoprire quali sono i punti di forza e di debolezza del nemico: studiare dei soggetti a cui è stata impiantata una tecnologia modificata dei Razziatori. Lui sa qual è il soggetto perfetto per questo orribile esperimento: l'ex agente di Cerberus, Paul Grayson, che ha appena salvato dall'organizzazione la propria figlia, insieme alla direttrice del progetto Ascension, Kahlee Sanders.
Quando però Kahlee viene a sapere della scomparsa di Grayson, si rivolge all'unica persona di cui si può fidare: il capitano David Anderson, eroe di guerra dell'Alleanza. Insieme partono per trovare lo stabilimento segreto di Cerberus, dove Grayson è tenuto prigioniero. Non sono solo loro comunque a cercarlo, ed il tempo sta per esaurirsi. Con il procedere dell'esperimento, la sinistra tecnologia dei Razziatori ha distorto la mente di Grayson, i sussurri nella sua testa stanno diventando sempre più forti e minacciano di sopraffare la sua identità e scatenare i Razziatori contro l'ignara galassia.